# Grabensee (Gemeinde Asperhofen)
Grabensee ist eine Ortschaft und Katastralgemeinde der Marktgemeinde Asperhofen in Niederösterreich. Die Ortschaft hat 184 Einwohner (1. Jänner 2025).

## Geografie
Das Straßendorf liegt 1 km südöstlich von Asperhofen am Zusammenschluss der Landesstraßen L2271, L2232 und L2242. Das Dorf ist landwirtschaftlich geprägt und besteht aus zahlreichen Gehöften und einigen Einfamilienhäusern. Im Franziszeischen Kataster von 1821 ist Grabensee ein Straßendorf mit mehreren Gehöften, die überwiegend südlich der Dorfstraße liegen.
Die 1754 gestiftete und dem hl. Bartholomäus geweihte Ortskapelle ist ein schlichter Barockbau mit einem Schweifgiebel. Der Turm ist als Dachreiter mit Pyramidenhelm ausgeführt.

## Geschichte
Grabensee bildete gemeinsam mit den Weilern Habersdorf und Kerschenberg sowie der Griesmühle, alle im Gegensatz zu Grabensee auf der westlichen Seite der Großen Tulln, von 1867 bis 1972 eine selbstständige Gemeinde. Laut Adressbuch von Österreich waren im Jahr 1938 in der Ortsgemeinde Grabensee ein Arzt, ein Bienenzüchter, ein Drechsler, ein Fleischer, zwei Gastwirte, zwei Gemischtwarenhändler, zwei Mühlen, ein Sägewerk, ein Sattler, ein Schmied, ein Schuster, ein Spengler, ein Viktualienhändler und mehrere Landwirte ansässig.
Von 1848 bis 1867 sowie seit 1972 gehörte es zur Gemeinde Asperhofen.
Bürgermeister der Gemeinde Grabensee:
- 1867–1870 Josef Schwab, Wirt und Bauer in Grabensee Nr. 8
- 1870–1873 Johann Heiss, Bauer in Grabensee Nr. 6
- 1873–1879 Josef Schwab, Wirt und Bauer in Grabensee Nr. 8
- 1879–1900 Ferdinand Holzschuh, Bauer in Kerschenberg Nr. 1
- 1900–1903 Josef Klingenbrunner, Bauer in Grabensee Nr. 3
- 1903–1907 Adalbert Zeilinger, Bauer in Grabensee Nr. 12
- 1907–1938 Johann Ofner, Bauer in Kerschenberg Nr. 1
- 1938–1941 Franz Kothmüller, Bauer in Grabensee Nr. 11
- 1941–1945 Andreas Blümel, Sägewerksbesitzer in Kerschenberg 7, Griesmühle
- 1945–1945 Michael Frühauf, Bauer in Habersdorf Nr. 8
- 1945–1955 Johann Feiertag, Bauer in Kerschenberg Nr. 2
- 1955–1972 Josef Schwab, Bauer in Grabensee

## Persönlichkeiten
- Johann Ofner (1876–1947), Bürgermeister Grabensee, Bezirksbauernkammerobmann Neulengbach